# Eleição municipal de Florianópolis em 2020
A eleição municipal de Florianópolis em 2020 foi realizada em no dia 15 de novembro. A cidade foi às urnas para eleger um prefeito, um vice-prefeito e 23 vereadores no município de Florianópolis, no estado de Santa Catarina, no Brasil. O prefeito Gean Loureiro, do DEM foi reeleito em primeiro turno com 53,46% dos votos válidos. Para o Legislativo Municipal, o candidato mais votado foi o vereador eleito Marquito, do PSOL, que recolheu 5.858 votos (2,54% dos votos válidos).
A partir deste pleito, algumas mudanças da Emenda Constitucional nº 97, de 2017, são postas em prática, como a proibição da celebração de coligações partidárias para os cargos proporcionais.

## Pandemia de COVID-19
A pandemia de COVID-19 no Brasil obrigou os partidos a repensarem suas estratégias de pré-campanha. O Tribunal Superior Eleitoral autorizou os partidos a realização de convenções para escolha de candidatos por meio de plataformas digitais de transmissão, para evitar aglomerações que pudessem proliferar o coronavírus. Alguns partidos recorreram a mídias digitais para lançar suas pré-candidaturas. 
Originalmente, as eleições ocorreriam em 4 de outubro (primeiro turno) e 25 de outubro (segundo turno, caso necessário), porém, com o agravamento da pandemia de COVID-19 no Brasil, as datas foram modificadas.

## Campanha
Ao longo da campanha de primeiro turno, o prefeito titular, Gean Loureiro (DEM), como favorito à reeleição. Alegando dificuldades ligadas à pandemia de coronavírus, nenhuma das grandes emissoras de televisão local organizou um debate entre os candidatos de primeiro turno. Esse fato gerou controvérsia e acusações de favoritismo pelo incumbente.
Após pressão popular, o Centro Acadêmico XI de Fevereiro, o DCE Luís Travassos e a associação sindical dos professores da UFSC (APUFSC) organizaram conjuntamente um debate entre os oito principais concorrentes, que foi transmitido através da TV UFSC. Inicialmente, o candidato do PRTB, Alexander Brasil, não havia sido convidado para o evento, mas obteve decisão liminar junto à Justiça Eleitoral garantindo a sua participação. Contaminado pelo coronavírus, o candidato à reeleição, Gean Loureiro, não pôde comparecer ao debate.
Durante a campanha, houve o registro de um Boletim de Ocorrência contra o Prefeito Gean Loureiro, pelo crime de estupro, além da divulgação de imagens pela rede mundial de computadores. A acusação foi feita por uma ex-funcionária da prefeitura acerca de eventos transcorridos entre 2017 e 2018. O candidato à reeleição negou a acusação, aduzindo ter sido consensual a relação, tratando-se de ''armadilha eleitoral''. A oposição, em especial o vereador Pedro Silvestre (PL), também candidato à prefeitura, manifestou repúdio contra a "quebra de decoro do espaço público em fatídico episódio de sexo dentro da prefeitura”.

## Candidaturas
Nota: a tabela a seguir está organizada por ordem alfabética de candidatos.
| Candidato         | Partido | Partido       | Vice               | Partido | Partido | Coligação                                                      | HRPEG                   |
| ----------------- | ------- | ------------- | ------------------ | ------- | ------- | -------------------------------------------------------------- | ----------------------- |
| Alexander Brasil  |         | PRTB          | Letícia Mattos     |         | PRTB    | Verde e Amarelo (PRTB, PTB)                                    | 18s                     |
| Ângela Amin       |         | PP            | João Batista Nunes |         | PSDB    | Por Você, Por Nossa Gente (PP, PSDB, MDB, PSL)                 | 2min50s                 |
| Elson Pereira     |         | PSOL          | Lino Peres         |         | PT      | Frente Democrática Por Floripa (PSOL, PT, PDT, PSB, PCdoB, UP) | 2min30s                 |
| Gabriela Santetti |         | PSTU          | Diogo Leal         |         | PSTU    | Sem coligação                                                  | Sem tempo de rádio e TV |
| Gean Loureiro     |         | DEM           | Topázio Neto       |         | REP     | Viva Floripa (DEM, Republicanos, PSD, PODE, PSC)               | 2min14s                 |
| Helio Bairros     |         | PAT           | Edgar Lopes        |         | PAT     | Construindo o Futuro (Patriota, Avante)                        | 24s                     |
| Jair Fernandes    |         | PCO           | Ivan Rubens Dário  |         | PCO     | Sem coligação                                                  | Sem tempo de rádio e TV |
| Orlando Silva     |         | NOVO          | Luiz Barboza Neto  |         | NOVO    | Sem coligação                                                  | 16s                     |
| Pedrão Silvestre  |         | PL            | Eduardo Usuy       |         | PL      | Juntos Por Floripa (PL, Cidadania)                             | 51s                     |
| Ricardo Vieira    |         | Solidariedade | Guaraci Fagundes   |         | PV      | Floripa + Verde e Solidária (Solidariedade, PV, PROS)          | 34s                     |

## Pesquisas eleitorais
| Fonte | Data(s) conduzidas | Amostragem | Gean DEM | Professor Elson PSOL | Ângela Amin PP | Pedrão PL | Alexander Brasil PRTB | Gabriela Santetti PSTU | Helio Bairros Patriota | Orlando NOVO | Dr Ricardo SD | Jair Fernandes PCO | Outros | Abst. Indec. | Vantagem |    |    |   |    |     |
| ----- | ------------------ | ---------- | -------- | -------------------- | -------------- | --------- | --------------------- | ---------------------- | ---------------------- | ------------ | ------------- | ------------------ | ------ | ------------ | -------- | -- | -- | - | -- | --- |
| Fonte | Data(s) conduzidas | Amostragem | Ibope    | 31 Out-2 Nov         | 602            | 58%       | 13%                   | 9%                     | 6%                     | 1%           | 1%            | 1%                 | 1%     | Abst. Indec. | Vantagem | 0% | 0% | – | 9% | 45% |
| Ibope | 29 Set-05 Out      | 602        | 44%      | 7%                   | 15%            | 9%        | 1%                    | 1%                     | 1%                     | 1%           | 1%            | 1%                 | –      | 20%          | 29%      |    |    |   |    |     |

## Resultados

### Prefeito
Em 15 de novembro de 2020, Gean Loureiro foi reeleito prefeito de Florianópolis, com 53,26% dos votos válidos.
| Candidato(a)               | Vice                        | 1º turno 15 de novembro de 2020 | 1º turno 15 de novembro de 2020 |
| Candidato(a)               | Vice                        | Total                           | Percentagem                     |
| -------------------------- | --------------------------- | ------------------------------- | ------------------------------- |
| Gean Loureiro (DEM)        | Topázio Neto (Republicanos) | 126 144                         | 53,46%                          |
| Professor Elson (PSOL)     | Lino Peres (PT)             | 42 778                          | 18,13%                          |
| Pedro Silvestre (PL)       | Eduardo Usuy (PL)           | 33 529                          | 14,21%                          |
| Angela Amin (PP)           | João Batista Nunes (PSDB)   | 17 515                          | 7,42%                           |
| Alexander Brasil (PRTB)    | Letícia Mattos (PRTB)       | 6 982                           | 2,96%                           |
| Orlando Silva (NOVO)       | Dr. Barboza (NOVO)          | 6 195                           | 2,63%                           |
| Dr Ricardo (Solidariedade) | Guaraci Fagundes (PV)       | 1 201                           | 0,51%                           |
| Helio Bairros (Patriota)   | Edgar Lopes (Patriota)      | 1 142                           | 0,48%                           |
| Gabriela Santetti (PSTU)   | Diogo Leal (PSTU)           | 373                             | 0,16%                           |
| Jair Fernandes (PCO)       | Ivan Rubens Dário (PCO)     | 98                              | 0,04%                           |
| Total de votos válidos     | Total de votos válidos      | 235,957                         | 92,63%                          |
| → Votos em branco          | → Votos em branco           | 6 433                           | 2,52%                           |
| → Votos nulos              | → Votos nulos               | 12 348                          | 4,85%                           |
| Total                      | Total                       | 277 533                         | 100%                            |
| Abstenções                 | Abstenções                  | 38 727                          | 12,25%                          |
| Total de eleitores         | Total de eleitores          | 316 260                         | 100%                            |

### Composição Câmara Municipal[12]
Vinte e três vereadores foram eleitos no dia 15 de novembro de 2020. Entre eles, cinco mulheres, o maior número na história do município. O vereador mais votado foi Marcos José de Abreu, "Marquito" (PSOL), com 5.858 votos, ou 2,54%. O partido com a maior representação foi o DEM (4), seguido por Podemos e PSOL, cada um com três vereadores.
| PSOL: 3 seats PT: 1 seat PODE: 3 seats PSDB: 2 seats PSD: 2 seats NOVO: 1 seat DEM: 4 seats PL: 2 seats REP: 2 seats PSC: 2 seats PSL: 1 seat | PSOL: 3 seats PT: 1 seat PODE: 3 seats PSDB: 2 seats PSD: 2 seats NOVO: 1 seat DEM: 4 seats PL: 2 seats REP: 2 seats PSC: 2 seats PSL: 1 seat | PSOL: 3 seats PT: 1 seat PODE: 3 seats PSDB: 2 seats PSD: 2 seats NOVO: 1 seat DEM: 4 seats PL: 2 seats REP: 2 seats PSC: 2 seats PSL: 1 seat | PSOL: 3 seats PT: 1 seat PODE: 3 seats PSDB: 2 seats PSD: 2 seats NOVO: 1 seat DEM: 4 seats PL: 2 seats REP: 2 seats PSC: 2 seats PSL: 1 seat | PSOL: 3 seats PT: 1 seat PODE: 3 seats PSDB: 2 seats PSD: 2 seats NOVO: 1 seat DEM: 4 seats PL: 2 seats REP: 2 seats PSC: 2 seats PSL: 1 seat | PSOL: 3 seats PT: 1 seat PODE: 3 seats PSDB: 2 seats PSD: 2 seats NOVO: 1 seat DEM: 4 seats PL: 2 seats REP: 2 seats PSC: 2 seats PSL: 1 seat | PSOL: 3 seats PT: 1 seat PODE: 3 seats PSDB: 2 seats PSD: 2 seats NOVO: 1 seat DEM: 4 seats PL: 2 seats REP: 2 seats PSC: 2 seats PSL: 1 seat |
| Partido | Partido | Câmara Municipal de Florianópolis | Câmara Municipal de Florianópolis | Câmara Municipal de Florianópolis | Câmara Municipal de Florianópolis | Câmara Municipal de Florianópolis |
| Partido | Partido | Votos | % | Assentos | % de assentos | +/– |
| --- | --- | --- | --- | --- | --- | --- |
| | DEM | 33.671 | 14,62% | 4 | 17,39% | 3 |
| | PODE | 23.348 | 10,14% | 3 | 13,04% | 3 |
| | PSOL | 22.096 | 9,60% | 3 | 13,04% | Estável |
| | PSC | 18.471 | 8,02% | 2 | 8,7% | 1 |
| | Republicanos | 16.196 | 7,03% | 2 | 8,7% | 1 |
| | PSDB | 15.608 | 6,78% | 2 | 8,7% | Estável |
| | PL | 14.398 | 6,25% | 2 | 8,7% | 1 |
| | PSD | 13.914 | 6,04% | 2 | 8,7% | 1 |
| | PT | 12.362 | 5,37% | 1 | 4,35% | Estável |
| | NOVO | 12.145 | 5,27% | 1 | 4,35% | Novo |
| | PSL | 10.651 | 4,63% | 1 | 4,35% | 1 |
| Votos Validos | Votos Validos | 230.269 | 90,55% | 23 | – | – |
| → Votos brancos | → Votos brancos | 12.358 | 4,85% | | | |
| → Votos nulos | → Votos nulos | 11.722 | 4,60% | | | |
| Total | Total | 254.738 | 71,35% | | | |
| Abstenção | Abstenção | 102.311 | 28,65% | | | |
| Total de inscritos | Total de inscritos | 357.049 | 100% | | | |

### Vereadores
| Partido            | Partido            | Candidato                 | Votos   | Porcentagem |
| ------------------ | ------------------ | ------------------------- | ------- | ----------- |
|                    | PSOL               | Marquito                  | 5.858   | 2,54%       |
|                    | DEM                | Josimar Pereira           | 4.015   | 1,74%       |
|                    | PODE               | Gabrielzinho Meurer       | 3.690   | 1,60%       |
|                    | NOVO               | Manu Vieira               | 3.522   | 1,53%       |
|                    | PSDB               | Ed Pereira                | 3.477   | 1,51%       |
|                    | PSD                | Roberto Katumi            | 3.038   | 1,32%       |
|                    | REP                | Claudinei Marques         | 2.998   | 1,30%       |
|                    | PSOL               | Afrânio Boppré            | 2.961   | 1,28%       |
|                    | DEM                | Dinho da Rosa             | 2.749   | 1,19%       |
|                    | PSC                | Guilherme Pereira         | 2.700   | 1,17%       |
|                    | DEM                | João Cobalchini           | 2.337   | 1,01%       |
|                    | DEM                | Dalmo Meneses             | 2.239   | 0.97%       |
|                    | PSL                | João do Bericó            | 2.172   | 0,94%       |
|                    | PSDB               | Renato Geske              | 2.132   | 0,92%       |
|                    | PT                 | Carla Ayres               | 2.094   | 0,91%       |
|                    | PODE               | Pri Fernandes             | 2.092   | 0,91%       |
|                    | PSD                | Ricardo Souza             | 2.089   | 0,91%       |
|                    | PSC                | João Luiz da Bega         | 1.889   | 0,82%       |
|                    | PODE               | Gilberto Pinheiro         | 1.839   | 0,80%       |
|                    | PL                 | Maikon Costa              | 1.796   | 0,78%       |
|                    | PL                 | Maryanne Mattos           | 1.718   | 0,74%       |
|                    | PSOL               | Cíntia Coletiva Bem Viver | 1.660   | 0,72%       |
|                    | REP                | Adrianinho Flor           | 1.571   | 0,68%       |
| → Votos brancos    | → Votos brancos    | → Votos brancos           | 11.722  | 4,60%       |
| → Votos nulos      | → Votos nulos      | → Votos nulos             | 12.358  | 4,85%       |
| Total apurado      | Total apurado      | Total apurado             | 254.738 | 71,35%      |
| Abstenção          | Abstenção          | Abstenção                 | 102.311 | 28,65%      |
| Total de eleitores | Total de eleitores | Total de eleitores        | 357.049 | 100%        |